# Micranomala birmanica
Micranomala birmanica är en skalbaggsart som beskrevs av Gilbert John Arrow 1911. Micranomala birmanica ingår i släktet Micranomala och familjen Rutelidae. Inga underarter finns listade i Catalogue of Life.